# Balogh Sándor (vegyészmérnök)
Balogh Sándor (1939. szeptember 22. – 2007. március 8.) magyar vegyészmérnök és üzletember, a Szentkirályi ásványvíz világsikerének megalapozója.

## Életpályája
1965-ben végzett a Budapesti Műszaki Egyetemen, ipari mikrobiológia és élelmiszeripar szakon.
Munkahelyei: a kecskeméti és a ceglédi konzervgyár; Közép-magyarországi Pincegazdaság, Nyárlőrinci Államigazdaság, Olympos Kft.
Balogh alkotta meg Hernádi Zoltánnal együtt a Márka üdítőital-családot, majd egy másik hagyományos magyar márka, az Olympos citrom-, narancs- és grépfrútlé főágazatvezetője lett.
Ő alapította három társával a dunaharaszti Vitapress Gyümölcsléelőállító és Élelmiszerkereskedelmi Kft-t. Eme holdinghoz tartozik a 2003-ban szintén Baloghék családi vállalkozásaként alakult Szentkirályi Ásványvíz Kft. Az egyetlen 100%-ban magyar tulajdonban álló ásványvíz-termelő és -forgalmazó cég évek alatt több nemzetközi díjat nyert, és erős versenytársává vált a multinacionális cégeknek, itthon és az európai és tengerentúli exportpiacokon is.
Balogh eredetileg szörpöt és üdítőitalt szeretett volna gyártani, de felismerte, hogy ezek vízigényének kielégítésére fúrt kút vize sikeresebb termék lehet.